# Ponferrada
Ponferrada (od latinskog Pons Ferrata što znači željezni most) je grad u pokrajini León, Kastilja i León, Španjolska. Leži na rijeci Sil, pritoci rijeke Miño, u dolini El Bierzo potpuno okružen planinama. To je posljednji veliki grad na francuskoj ruti puta Svetog Jakova (Camino de Santiago) prije nego što dođe do končnog odredišta Santiago de Compostela. Godine 2008. u gradu je živjelo 69.769 stanovnika.

## Turizam

### Znamenitosti
Ponferrada leži na putu Svetog Jakova koji je dio UNESCO-ove svjetske kulturne baštine, a svake godine mnogobrojni hodočasnici prolaze kroz grad na putu u Santiago de Compostela. Las Médulas, stari rimski rudnicima zlata također su uključeni u UNESCO-ov popis svjetske kulturne baštine, a nalaze se samo nekoliko kilometara od grada.
Ponferrada je također poznata po svojem Castillo de los Templarios, templarski dvorac koji obuhvaća oko 16.000 četvornih metara. 1178. godine Ferdinand II. od Leóna dao je grad Templarim kako bi zaštitili hodočasnike na njihovom putu u Santiago de Compostela.
Basilica de la Encina je crkva sagrađena 1573. godine u renesansnom stilu. Njezin barokni toranj datira iz 1614. godine
Muzej El Bierzo (špa. Museo de El Bierzo) nudi pregled povijesti regije i posjetu nekoliko važnijih arheoloških lokaliteta, dok Muzej radija (špa. Museo de la Radio) nudi zanimljiv pregled radio-povijesti Španjolske. Nacionalni energetski muzej (špa. Museo Nacional de la Energia) je trenutačno u izradi, pod pokroviteljstvom gradske energetske zaklade (špa. Fundacion Ciudad de la Energia). To uključuje obnavljanje zgrade i opreme Compostilla I, prve španjolske elektrane na ugljen otvorene 1949. godine u Ponferradi.
Crkva Santiago de Peñalba primjer je mozarapske umjetnosti, ermitaž Santo Tomás de las Ollas iz 10. stoljeća i romanička crkva Santa Maria de Vizbayo se također nalaze u blizini.

### Aktivnosti na otvorenom
Grad i njegova okolica nude mnoge mogućnosti za aktivnosti na otvorenom. Lako su dostupne pješačke i biciklističke staze kako on-road tako i off-road, uključujući i 330 kilometara dug La Mirada Circular koji kruži oko čitave El Bierzo doline.
Vrh El Morredero na visini od 2135 metara nadmorske visine udaljen 20 kilometara od Ponferrade u planinama Montes Aquilanos posjeduje malo skijalište.
Moguće je posjetiti mnoge vinarije na tom području kušati domaće vino i hranu, ili jednostavno posjetite vinograde.

## Vanjske poveznice
- Službene stranice  Arhivirana inačica izvorne stranice od 6. lipnja 2009. (Wayback Machine)